# Николай I Солунски
Николай (на гръцки: Νικόλαος) е солунски архиепископ от II век, почитан като светец от Православната църква.

## Биография
Името на Николай се споменава в Константинополския синаксарий без биографични данни с дата на честване 29 ноември: „Ο ὅσιος πατὴρ ἡμῶν Νικόλαος ἀρχιεπίσκοπος Θεσσαλονίκης ἐν εἰρήνῃ τελειοῦται“, (Светият наш отец Николай архиепископ на Солун да почива в мир). В епископските списъци на Солунската митрополия, архиерейството му се хронологизира във втората половина на II век, а именно в 160 година - хронология предложена от митрополит Антим Амасийски без да предлага някаква допълнителна информация.